# Witkula
Witkula (736 m) – wierzchołek o wysokości w Małych Pieninach w ich grzbiecie głównym. Znajduje się w tym grzbiecie w odległości ok. 300 m na południowy wschód od Szafranówki, oddzielony od niej niewielką i trawiastą przełęczą. Witkula tworzy wąską i skalistą grań zalesioną krzewami (głównie leszczyną) i karłowatymi drzewami. Przez grań tę przebiega granica polsko-słowacka. Wierzchołek Witkuli jest skalisty, ale bez widoków, zasłonięty jest bowiem krzakami. Po wschodniej stronie grań Witkuli opada do przełęczy zwanej Danielką, z której rozciągają się widoki na Jarmutę i Szczawnicę.
Polskie stoki Witkuli znajdują się w granicach Szczawnicy, w województwie małopolskim, w powiecie nowotarskim.

## Szlaki turystyki pieszej
niebieski: Droga Pienińska – Szafranówka – Durbaszka – Wysokie Skałki. Czas przejścia: 2:40 h, ↓ 2:20 h.

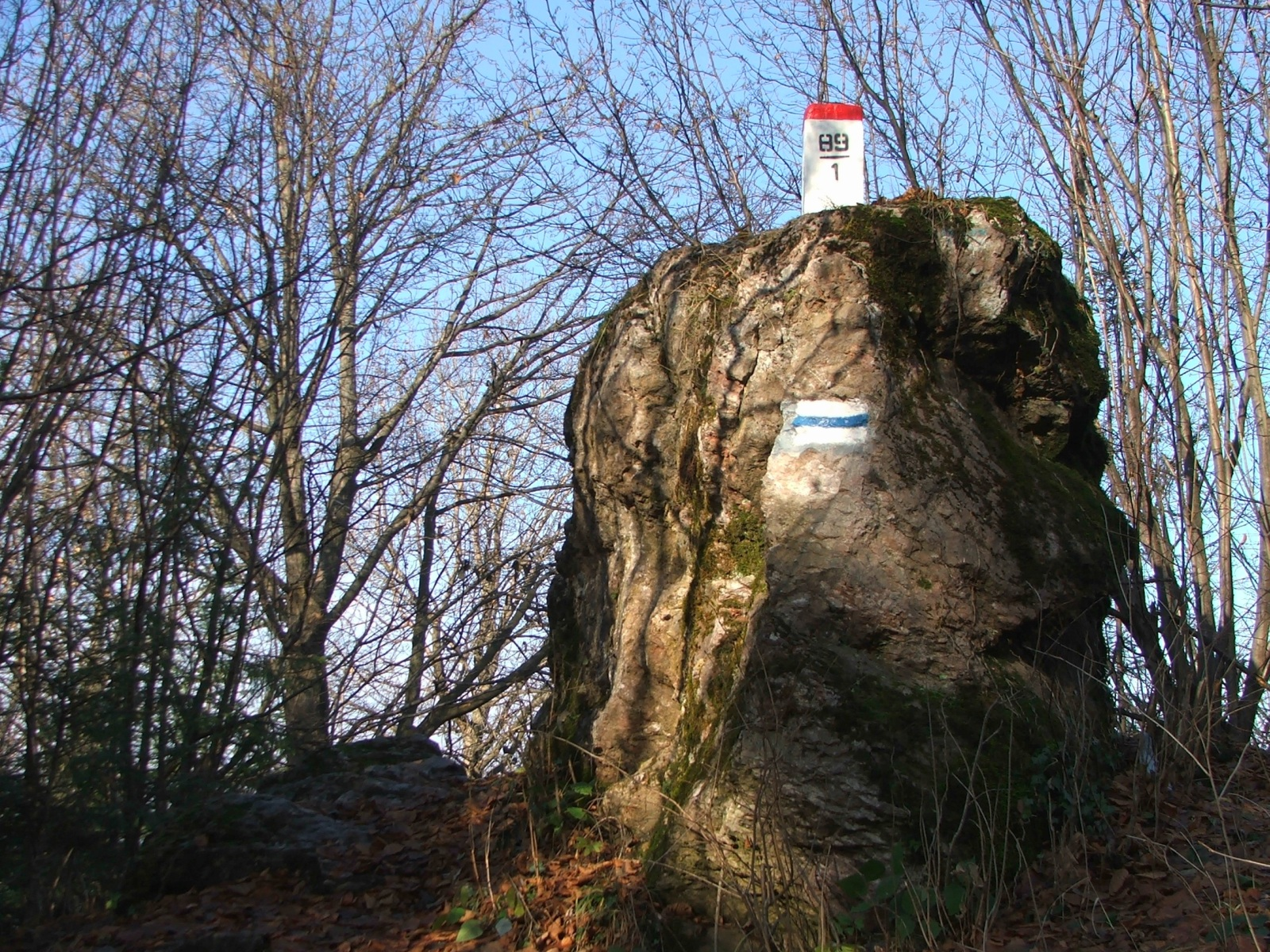
Szczyt Witkuli